# Râul Yellowstone
Râul  Yellowstone este un afluent al râului Missouri, cu o lungime de aproximativ 1080 km (671 de mile), în vestul Statelor Unite. 
Considerat principalul afluent al Missouriului superior, prin proprii afluenți drenează o zonă cu izvoare peste munți și Marile Câmpii din sudul Montanei și nordul Wyoming-ului și se întinde spre est de Munții Stâncoși în vecinătatea Parcului Național Yellowstone. Curge spre nord-est până la confluența sa cu râul Missouri pe partea Dakotei de Nord a graniței, la aproximativ 40 km vest de Williston.

## Etimologie
Se crede că numele a fost derivat din numele indian Minnetaree Mi tse a-da-zi (Râul Pietrei Galbene) (în limba hidatsa: miʔciiʔriaashiish). Tradiția comună povestește că numele a fost inspirat de stâncile de culoare galbenă de-a lungul Marelui Canion al Yellowstoneului, dar Minnetaree nu au trăit niciodată de-a lungul porțiunilor superioare ale Yellowstoneului. Unii cercetători cred că râul a fost numit în schimb după stâncile de gresie de culoare galbenă de pe Yellowstoneul de jos.

## Geografie
Râul izvorește în nord-vestul statului Wyoming, lângă Younts Peak, în sud-vestul Comitatul Park, Wyoming. Inițial curge spre nord prin Parcul Național Yellowstone, alimentându-se în Lacul Yellowstone. Apoi coboară printr-o serie de cascade ajungând la Grand Canyon of the Yellowstone încă în limitele parcului. Râul curge în continuare spre nord, ajungând la Montana între Munții Absaroka și Munții Gallatin în Paradise Valley. Râul iese apoi din munții din apropierea orașului Livingston, unde face o întoarcere spre est și curge prin porțiunea de nord a Marile Câmpii trecând de orașul Billings.
La est de Billings primește apele râului Bighorn. Mai târziu se alătură Tongue lângă Miles City, în estul Montanei. La confluența cu râul Missouri, lacul Sakakawea este creat chiar deasupra orașului Williston, imediat după granița cu Dakota de Nord. La confluența cu Missouri, Yellowstone are un debit mai mare de apă.